# WEC 32
WEC 32: New Mexico foi um evento de MMA promovido pelo World Extreme Cagefighting ocorrido em 13 de fevereiro de 2008. Pela primeira vez uma propriedade da Zuffa, realizou um evento em Rio Rancho, New Mexico e não o local habitual Las Vegas, Nevada. O evento acumulou aproximadamente 268,000 telespectadores na Versus, um recorde de baixa do WEC.

## Background
Jesse Moreng era originalmente esperado para estrear contra Scott Jorgensen nesse evento, mas se retirou da luta devido a uma lesão na perna e foi substituído por estreante no WEC Damacio Page.